# Palabras de procedimiento
Las palabras de procedimiento o prowords son palabras o frases limitadas a la radiotelefonía usadas para facilitar la comunicación mediante la entrega de información en un formato verbal estándar condensado. Las prowords son versiones de voz de los mucho más viejos prosignos para el código Morse, desarrollados por primera vez en los 1860 para telegrafía morse y su significado es idéntico. El manual de comunicaciones NATO ACP-125 contiene el glosario de prowords moderno más formal y quizás más antiguo (pos-Segunda Guerra Mundial) pero sus definiciones han sido adoptadas por muchas otras organizaciones, incluyendo el Programa de las Naciones Unidas para el Desarrollo, la Guardia Costera de Estados Unidos, el Departamento de Gestión de Emergencias de Rhode Island, la Patrulla Aérea Civil, el Sistema de Radio Militar Auxiliar y otros.
Las palabras de procedimiento son una de varias partes estructuradas de los procedimientos de voz por radio, incluyendo el código de brevedad y controles de radio en lenguaje sencillo. La gran mayoría de códigos de brevedad de la milicia estadounidense son inapropiados para cualquier uso civil, porque ponen su foco en armas grandes (misiles, etc.) y otros asuntos relacionados con la guerra. Sin embargo, unos pocos son usados con suficiente frecuencia en los medios como para ser recordados, esos incluyen ABORT, BOGEY, BANDIT, FEET WET, FEET DRY, NEGATIVE CONTACT y NO JOY.

## Palabras de procedimiento más importantes
De acuerdo al documento de entrenamiento FMSO 108 del Cuerpo de Marines de los Estados Unidos, "entender las siguientes PROWORDS y sus definiciones respectivas es la clave para procedimientos de comunicaciones claras y concisas".

### THIS IS
"Esta transmisión es de la estación" inmediatamente seguido del nombre de la estación. Por claridad, la estación llamada debe ser nombrada antes de la estación que llama. Así "Victor Juliet zero, THIS IS Golf Mike Oscar three" o por brevedad "Victor Juliet zero, Golf Mike Oscar three, ROGER, OUT". Nunca "THIS IS GMO3 calling VJ0", "This is ground control to Major Tom" ni ninguna otra combinación invertida.

### OVER
"Este es el fin de mi transmisión hacia ti y es necesaria una respuesta. Adelante: transmite"
Contrario a la creencia popular, "OVER" y "OUT" nunca son usados al mismo tiempo, porque su significados son mutuamente excluyentes. Con los modernos Pulsa y habla con resortes en transceptores combinados, el mismo significado puede ser comunicado con solo "OUT", como en "Ops, Alpha, ETA five minutes. OUT"

### OUT
"Este es el fin de mi transmisión hacia ti y no se requiere ni se espera una respuesta".

### ROGER
"He recibido tu última transmisión satisfactoriamente". "ROGER" puede ser usado para significar "sí" respecto a la confirmación de un comando.
El término se origina de la práctica de los telégrafos enviando una "R" para indicar "Recibido" después de un mensaje recibido satisfactoriamente. Esto fue extendido al mundo de la radio hablada durante la Segunda Guerra Mundial con la "R" cambiada a "Roger", su equivalente en el Alfabeto radiofónico. El alfabeto radiofónico moderno usa la palabra "Romeo" en lugar de "Roger" para la "R".

### WILCO
"Entiendo y cumpliré". Usado al recibir una orden. "Roger" y "Wilco" usados juntos son redundantes desde que "Wilco" incluye el elemento de acuse de recibo de "Roger".

### SAY AGAIN
"No entendí tu mensaje, por favor dilo de nuevo". Usualmente usado con las prowords "ALL AFTER" o "ALL BEFORE". Ejemplo: una radio funcionando entre el Solent Coastguard y una motonave, con nombre EG93, donde parte de la transmisión inicial es ininteligible.
- All stations, all stations, this is Solent Coastguard, Solent Coastguard. Be advised large shipping vessel entering Southampton Water, currently at position [transmission unintelligible] OUT
- Solent Coastguard, Solent Coastguard, this is Echo Golf niner three. SAY AGAIN ALL AFTER position. OVER
En este punto, Solent Coastguard debería responder dando la posición de la nave precedida de las prowords "I SAY AGAIN".
- All stations, all stations, this is Solent Coastguard. I SAY AGAIN, large shipping vessel entering Southampton water, currently at position one decimal two miles from Calshot Spit on bearing one six five degrees. Vessel restricted in ability to deviate from its course. Do not impede. OUT
La palabra "REPEAT" no debería ser usada en lugar de "SAY AGAIN", especialmente en proximidades de campos de tiro navales u otros, ya que "REPEAT" es una proword de artillería definida en ACP 125 U.S Supp-2(A) con el significado completamente diferente de "Se solicita disparar nuevamente el mismo volumen de fuego" (con o sin correcciones o cambios) Por ej. a las mismas coordenadas que en la ronda previa.